# Kvalifikace na Mistrovství světa ve fotbale 1978
V kvalifikaci na Mistrovství světa ve fotbale 1978 se národní týmy ze šesti fotbalových konfederací ucházely o 14 postupových míst na závěrečný turnaj. Pořadatelská Argentina spolu s obhájcem titulu - Západním Německem měli účast na závěrečném turnaji jistou. Kvalifikace se účastnilo 107 zemí.
| Region                                        | Počet místenek na finálovém turnaji pro tento region | Počet účastníků kvalifikace v tomto regionu |
| --------------------------------------------- | ---------------------------------------------------- | ------------------------------------------- |
| Afrika (CAF)                                  | 1                                                    | 26                                          |
| Asie (AFC) a Oceánie (OFC)                    | 1                                                    | 22                                          |
| Evropa (UEFA)                                 | 9,5 (včetně Západního Německa)                       | 31                                          |
| Jižní Amerika (CONMEBOL)                      | 3,5 (včetně pořadatelské Argentiny)                  | 9                                           |
| Severní, Střední Amerika a Karibik (CONCACAF) | 1                                                    | 17                                          |

* Poloviny míst znamenají místa v mezikontinentální baráži.

## Kvalifikační skupiny
Celkem 95 týmů sehrálo alespoň jeden kvalifikační zápas. Sehráno jich bylo 252 a padlo v nich 723 branek (tj. 2,87 na zápas).

### Afrika (CAF)
(26 týmů bojujících o 1 místenku)
V africké kvalifikaci byly čtyři kvalifikační fáze a navíc předkolo, ve kterém se utkaly 4 nejníže nasazené týmy. V předkole a prvních třech fázích se hrálo vyřazovacím systémem doma a venku. Tři týmy postupující do čtvrté fáze utvořily jednu skupinu, ve které se utkaly systémem dvoukolově každý s každým doma a venku. Vítěz skupiny postoupil na MS.

### Asie (AFC) a Oceánie (OFC)
(22 týmů bojujících o 1 místenku)
V první fázi asijské kvalifikace bylo 22 týmů rozděleno (zejména podle geografických a politických kritérií) do pěti skupin po šesti, čtyřech, resp. třech týmech. Vítězové skupin následně postoupili do finálové fáze, kde se utkali v jedné skupině systémem dvoukolově každý s každým doma a venku. Vítěz této skupiny následně postoupil na MS.

### Evropa (UEFA)
(31 týmů bojujících o 8 nebo 9 místenek - mezikontinentální baráž proti týmu ze zóny CONMEBOL rozhodla o držiteli poslední místenky)
Celkem 31 týmů bylo rozlosováno do devíti skupin po čtyřech, resp. třech týmech. Ve skupinách se týmy utkaly dvoukolově každý s každým doma a venku. Vítězové skupin 1 až 8 postoupili přímo na MS. Vítěz skupiny 9 postoupil do mezikontinentální baráže proti třetímu týmu zóny CONMEBOL.

### Jižní Amerika (CONMEBOL)
(9 týmů bojujících o 2 nebo 3 místenky - mezikontinentální baráž proti celku ze zóny UEFA rozhodla o držiteli třetí místenky)
Devítka účastníků byla rozlosována do 3 skupin po 3 týmech. Ve skupinách se utkal každý s každým dvoukolově doma a venku. Vítězové skupin postoupili do druhé fáze. V té se trojice týmů utkala jednokolově každý s každým na centralizovaném neutrálním místě. První dva týmy postoupily přímo na MS, zatímco třetí tým postoupil do mezikontinentální baráže proti celku ze zóny UEFA.

### Severní, Střední Amerika a Karibik (CONCACAF)
(17 týmů bojujících o 1 místenku)
Kvalifikace zóny CONCACAF se hrála v rámci Mistrovství Severní, Střední Ameriky a Karibiku 1977. Po odhlášení Hondurasu bylo 16 týmů rozděleno do tří skupin podle geografických kritérií. Severoamerické zóny se zúčastnily 3 týmy, které se utkaly dvoukolově každý s každým doma a venku. První dva týmy postoupily do finálové fáze. Ve středdoamerické zóně se čtveřice týmů utkala dvoukolově každý s každým doma a venku a první dva týmy postoupily do finálové fáze. V karibské zóně se nejprve dvojice nejníže nasazených týmů utkala v předkole hraném systémem doma a venku. Ve skupinové fázi byla osmička týmů rozlosována do dvou skupin po čtyřech, ve kterých se utkaly vyřazovacím systémem doma a venku o vítězství ve skupině. Vítězové obou skupin postoupili do finálové fáze. V ní se šestice týmů utkala jednokolově každý s každým na centralizovaném místě. První tým postoupil na MS.

## Mezikontinentální baráž
Vítěz jedné ze skupin zóny UEFA ( Maďarsko) se utkal proti třetímu celku zóny CONMEBOL ( Bolívie).
| 29. října 1977                                                      |       |         |                                           |
| Maďarsko                                                            | 6 – 0 | Bolívie | Budapešť rozhodčí: Barreto Ruiz (Uruguay) |
| Nyilasi 12' Tórócsik 19' Zombori 22' Varadi 27' Pinter 39' Nagy 81' |       |         | Budapešť rozhodčí: Barreto Ruiz (Uruguay) |

| 30. listopadu 1977       |       |                                             |                                      |
| Bolívie                  | 2 – 3 | Maďarsko                                    | La Paz rozhodčí: Corver (Nizozemsko) |
| Aragonés 45' (pen.), 90' |       | Tórócsik 36' Halasz 43' Del Llano 84' (vl.) | La Paz rozhodčí: Corver (Nizozemsko) |

 Maďarsko zvítězilo celkovým skóre 9:3 a postoupilo na Mistrovství světa ve fotbale 1978.